# Polhillia pallens
Polhillia pallens är en ärtväxtart som beskrevs av Charles Howard Stirton. Polhillia pallens ingår i släktet Polhillia och familjen ärtväxter. Inga underarter finns listade i Catalogue of Life.